# Laricoideae
Laricoideae ist eine Unterfamilie aus der Familie der Kieferngewächse (Pinaceae). Ihr werden drei Gattungen zugeordnet. Vertreter dieser Unterfamilie findet man in der nördlichen Hemisphäre.

## Beschreibung
Die Arten aus der Unterfamilie Laricoideae wachsen als immergrüne oder laubabwerfende Bäume. Die Blätter sind nadelartig.
Alle Vertreter sind einhäusig-getrenntgeschlechtig (monözisch). Die Samenzapfen haben keinen Umbo und die Zapfenschuppen haben eine breite Basis. Die weißlichen Samen haben einen festsitzenden Flügel. Weiters findet man auf den Samenkörnern keine Harzblasen.

## Systematik
Die Unterfamilie Laricoideae wurde von Robert Knud Friedrich Pilger und Hans Melchior aufgestellt.
Es gibt drei rezente Gattungen in der Unterfamilie Laricoideae, wovon eine monotypisch ist, also nur aus einer Art besteht.
- Cathaya, monotypisch
- Lärchen (Larix), sind die Typusgattung für diese Unterfamilie.
- Douglasien (Pseudotsuga)